# Wallfahrtskapelle Mariahilf (Meßhofen)

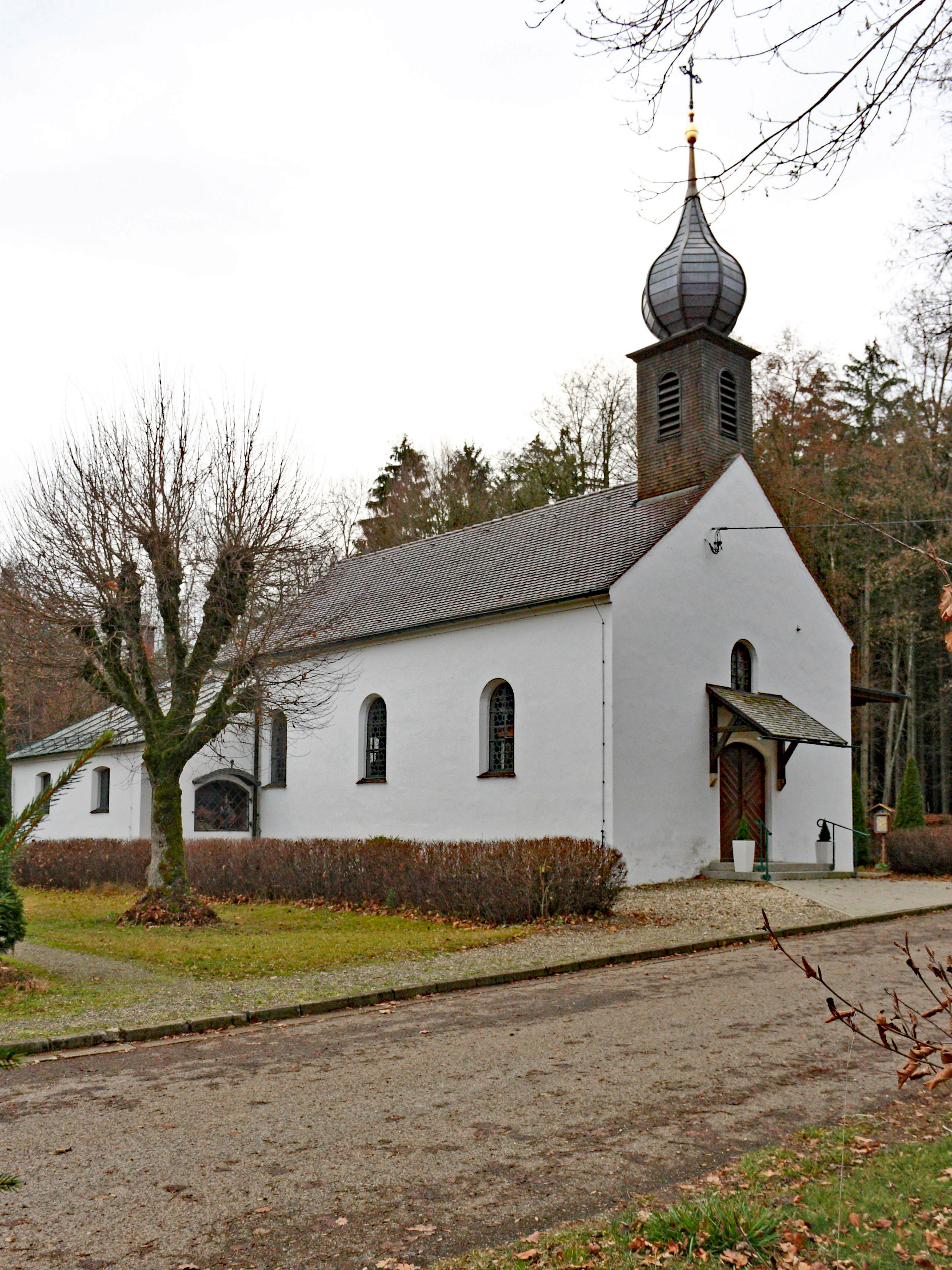
Wallfahrtskapelle Mariahilf in Meßhofen

Die römisch-katholische Wallfahrtskapelle Mariahilf (auch Wannenkapelle genannt) steht mitten im Wald auf dem Wannenberg nordwestlich von Meßhofen, einem Gemeindeteil von Roggenburg im schwäbischen Landkreis Neu-Ulm in Bayern. Das denkmalgeschützte Bauwerk ist  in der Liste der Baudenkmäler in Roggenburg unter der Nr. D-7-75-149-23 eingetragen.

## Beschreibung
Eine erste Kapelle ließ der Roggenburger Abt Adalbert Rauscher (1677–1694) zum Gedenken an eine 1633 geschehene wunderbare Errettung des Paters Franz Doser, 1661–1677 Roggenburger Abt, errichten. Die Kirche besteht aus einem 1873–1876 als offener Halle errichteten, 1897/99 geschlossenem Langhaus und einem 1845 errichteten, nach Südwesten ausgerichteten Chor mit Fünfachtelschluss. Über der Fassade im Nordosten erhebt sich ein Dachreiter, der mit einer Zwiebelhaube bedeckt ist. Das Bild der Maria auf dem Altarretabel des Hochaltars wird Konrad Huber zugeschrieben. Die Bilder über die Verkündigung des Herrn, die Immaculata und die Himmelfahrt Mariens stammen von Johann Baptist Dollenbacher. 1937/38 wurde die Kirche umgebaut, die Ausstattung stammt im Wesentlichen von 1942/44. 1952 wurde westlich der Kirche eine kreisförmige Beichtkapelle errichtet.